# Flüchtlingskrise im Sudan 2023

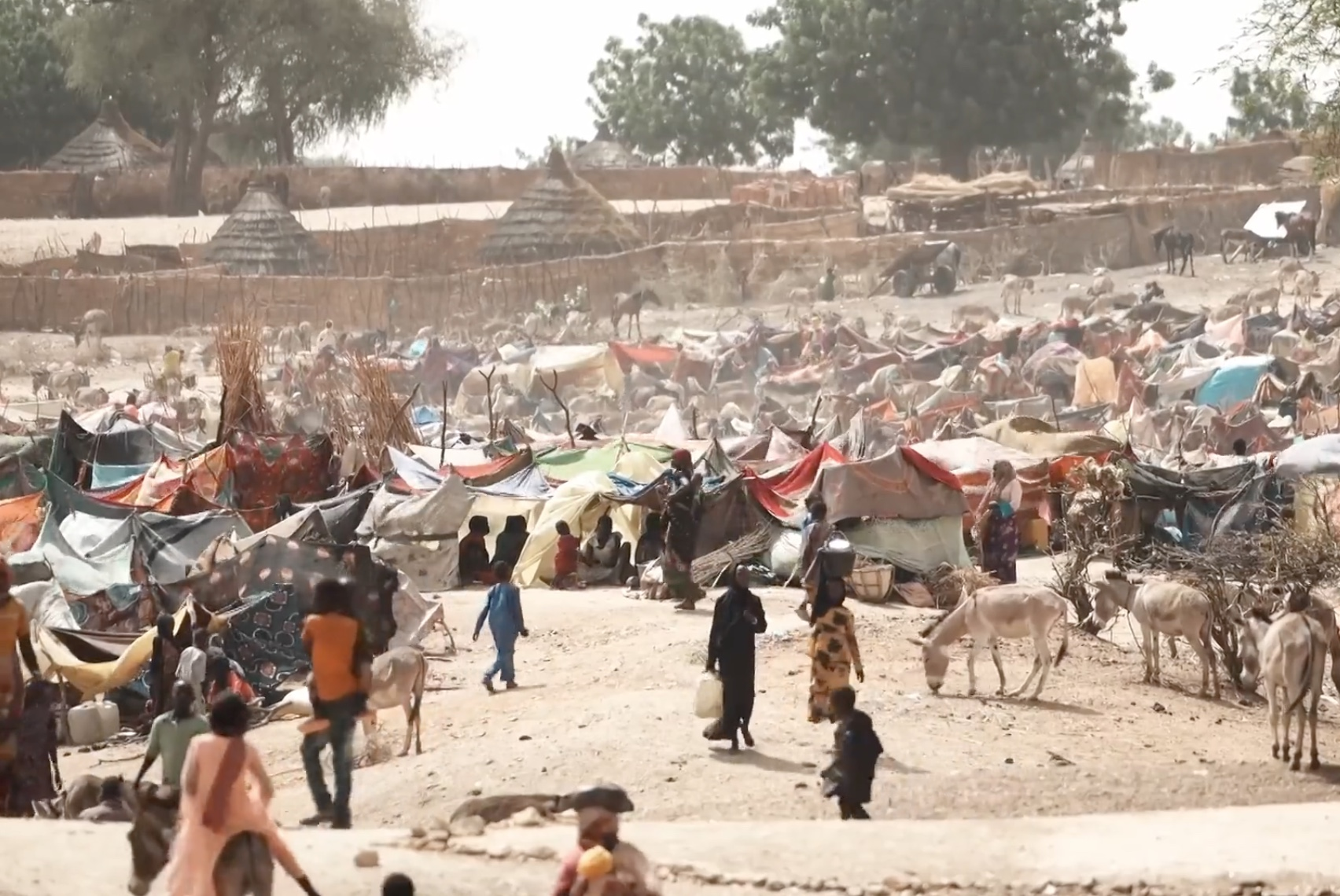
Flüchtlingslager im Tschad mit Flüchtlingen aus dem Sudan (Mai 2023)

Im April 2023 brach infolge des Sudan-Konflikts in Afrika eine anhaltende Flüchtlingskrise aus. Bis zum 30. April 2023 hatten etwa 50.000 bis 70.000 Menschen das Land verlassen, während über 5 Millionen Menschen innerhalb des Landes vertrieben wurden. Die Flüchtlinge kamen aus verschiedenen Ländern wie Somalia, Eritrea, Brasilien, den USA, dem Vereinigten Königreich, Kenia und Uganda, darunter Diplomaten und Bürger. Insbesondere Einwohner von Khartum wurden hauptsächlich vertrieben. Am 24. April 2023 meldeten mehrere Länder wie der Tschad und der Südsudan, dass mehrere tausend Zivilisten unter extrem gefährlichen Bedingungen zu Fuß, mit Bussen oder Autos flüchteten.
| Teil der Kämpfe im Sudan 2023 |                      |
| Datum                         | seit 15. April 2023  |
| Ort                           | - Sudan - Nordafrika |

Die meisten dieser Zivilisten flohen in das Nachbarland Tschad, wobei die UNO berichtete, dass die meisten von ihnen aus Darfur und Khartum stammten. Tausende andere flüchteten in andere Länder wie Ägypten, Äthiopien oder die Zentralafrikanische Republik. Zwischen dem 24. und 28. April 2023 berichteten The Guardian und die UNO von 20.000 Zivilisten im Tschad, mindestens 10.000 im Südsudan, 14.000 und 25.000 weitere Wartende in Ägypten oder an der Grenze sowie 3.500 bis 4.000 in Äthiopien. Aufgrund der zunehmenden Gewalt und einer humanitären Krise, die 16 Millionen Zivilisten im ganzen Land betraf, waren Berichten zufolge viele Menschen im Land gefangen oder vertrieben worden.

## Hintergrund
Am 15. April 2023 griffen die RSF überraschend mehrere Stützpunkte der sudanesischen Armee im ganzen Land an, einschließlich der Hauptstadt Khartum. Um 12:00 Uhr (CAT) verkündeten RSF-Truppen, dass sie den internationalen Flughafen Khartum, den Flughafen Merowe, den Flughafen al-Ubayyid sowie einen Stützpunkt in Soba erobert hatten. Es kam zu Kämpfen zwischen den RSF und den SAF am Präsidentenpalast und in der Residenz von General Burhan, wobei beide Seiten die Kontrolle über die beiden Standorte beanspruchten.
Als Reaktion darauf kündigten die SAF an, alle Flughäfen des Landes zu schließen. Die sudanesische Luftwaffe führte Luftangriffe auf Stellungen der RSF in Khartum durch, und in verschiedenen Teilen der Stadt war Artilleriefeuer zu hören.

### Flüchtlinge vor dem Konflikt 2023
Vor dem Ausbruch des Konflikts hatten Tausende von sudanesischen Flüchtlingen bereits in vorherigen Konflikten Zuflucht gesucht, insbesondere während der Bürgerkriege und Kriege in Darfur. Infolgedessen befanden sich mindestens 400.000 sudanesische Flüchtlinge jenseits der Grenze des Tschads und Hunderttausende weitere blieben in Nachbarländern wie dem Südsudan und Ägypten zurück.

## Flüchtlingsbewegungen

### Binnenvertriebene
Am 26. April gab die Internationale Organisation für Migration bekannt, dass die Kämpfe im Sudan dazu geführt haben, dass mindestens 75.000 Menschen im Landesinneren vertrieben wurden. Viele Bewohner flohen zu Fuß oder mit Fahrzeugen aus Khartum in sicherere Regionen des Landes. Einige von ihnen hatten mit Schwierigkeiten wie Straßensperren und Raubüberfällen auf dem Weg zu kämpfen. Die NRC Flüchtlingshilfe berichtete, dass rund 300 Flüchtlinge aus Khartum in den südöstlichen Teil des Landes nach al-Qadarif geflohen sind. Etwa 3.000 Flüchtlinge aus Khartum fanden Zuflucht im Flüchtlingslager Tunaydbah im Osten des Sudan, wo bereits 28.000 äthiopische Flüchtlinge untergebracht sind, während weitere 20.000 nach Wad Madani flohen. Bis zu 30.000 Menschen, hauptsächlich südsudanesische Flüchtlinge, zogen von Khartum in den südlichen Bundesstaat an-Nil al-abyad, der an den Südsudan grenzt. Es wird angenommen, dass bis zu 37.000 Menschen in Nyala, der Hauptstadt von Dschanub Darfur, vertrieben wurden.

### Länder

#### Tschad
Am 15. April 2023 berichtete der Tschad von Tausenden von Flüchtlingen, die die Grenze zum Sudan überquert hatten, die jetzt geschlossen ist. In den darauffolgenden Tagen verzeichnete die UNO einen massiven Zustrom von Flüchtlingen, hauptsächlich aus Darfur, die bis zum 19. April auf 20.000 Menschen anwuchsen. Die UNO gab später bekannt, dass es den Flüchtlingen an grundlegenden Bedürfnissen wie Nahrung und Unterkunft mangelte. Berichte deuteten auch darauf hin, dass die Mehrheit der Flüchtlinge Frauen und Kinder waren.

#### Südsudan
Am 24. April 2023 wurden im Renk County im Südsudan Tausende von Flüchtlingen gemeldet, die im Land Schutz suchten. Es wird geschätzt, dass sich mindestens 10.000 Menschen unter den Flüchtlingen befinden, vor allem Frauen und Kinder, die unter Mangel an mehreren Grundbedürfnissen leiden. Die Meldungen zählten 6.500 Personen am 22. April, 3.000 am 23. April und mindestens 500 Personen am 24. April. Unter den Flüchtlingen wurden mehrere Südsudanesen, Sudanesen, Ugander, Kenianer, Eritreer und Somalier gemeldet.

#### Ägypten
Am 23. April 2023 sind Hunderte von Zivilisten hauptsächlich in Bussen an der ägyptischen Grenze angekommen, wobei die meisten von ihnen Frauen und Kindern waren, die aus kriegszerrütteten Städten geflohen waren. Diese Menschen erhielten Asyl und Ägypten forderte die Zivilbevölkerung auf, entweder zur Evakuierung oder zur Sicherheit seinen Landgrenzübergang in Wadi Halfa oder nach Bur Sudan zu gehen. Ägypten gab bekannt, dass 16.000 Menschen, von denen 14.000 Sudanesen waren, aus dem Sudan in das Land eingereist waren, und etwa 10.000 weitere auf der sudanesischen Seite ihrer gemeinsamen Grenze darauf warteten, die Grenze zu überqueren. Um den Flüchtlingen zu helfen, wurden zwei Lager eingerichtet, die vom Roten Halbmond betrieben werden.

#### Andere Länder
Insgesamt haben mehr als 5.200 Personen aufgrund der jüngsten Ereignisse Zuflucht in anderen Ländern gesucht. Unter ihnen waren 1.400 türkische Staatsangehörige, die nach Äthiopien flohen. Laut dem International Medical Corps sind etwa 700 Personen in die Zentralafrikanische Republik geflüchtet. Zusätzlich wurden etwa 3.000 Menschen erfolgreich nach Dschibuti evakuiert.

## Kontroversen
Kritik wurde an den diplomatischen Vertretungen im Sudan geäußert, da sie sudanesischen Visumsantragstellern, deren Pässe während der Evakuierungsbemühungen in den Botschaften zurückgelassen wurden, nur zögerlich Hilfe leisteten und sie daran hinderten, das Land zu verlassen.